# Donkere band van Alexander

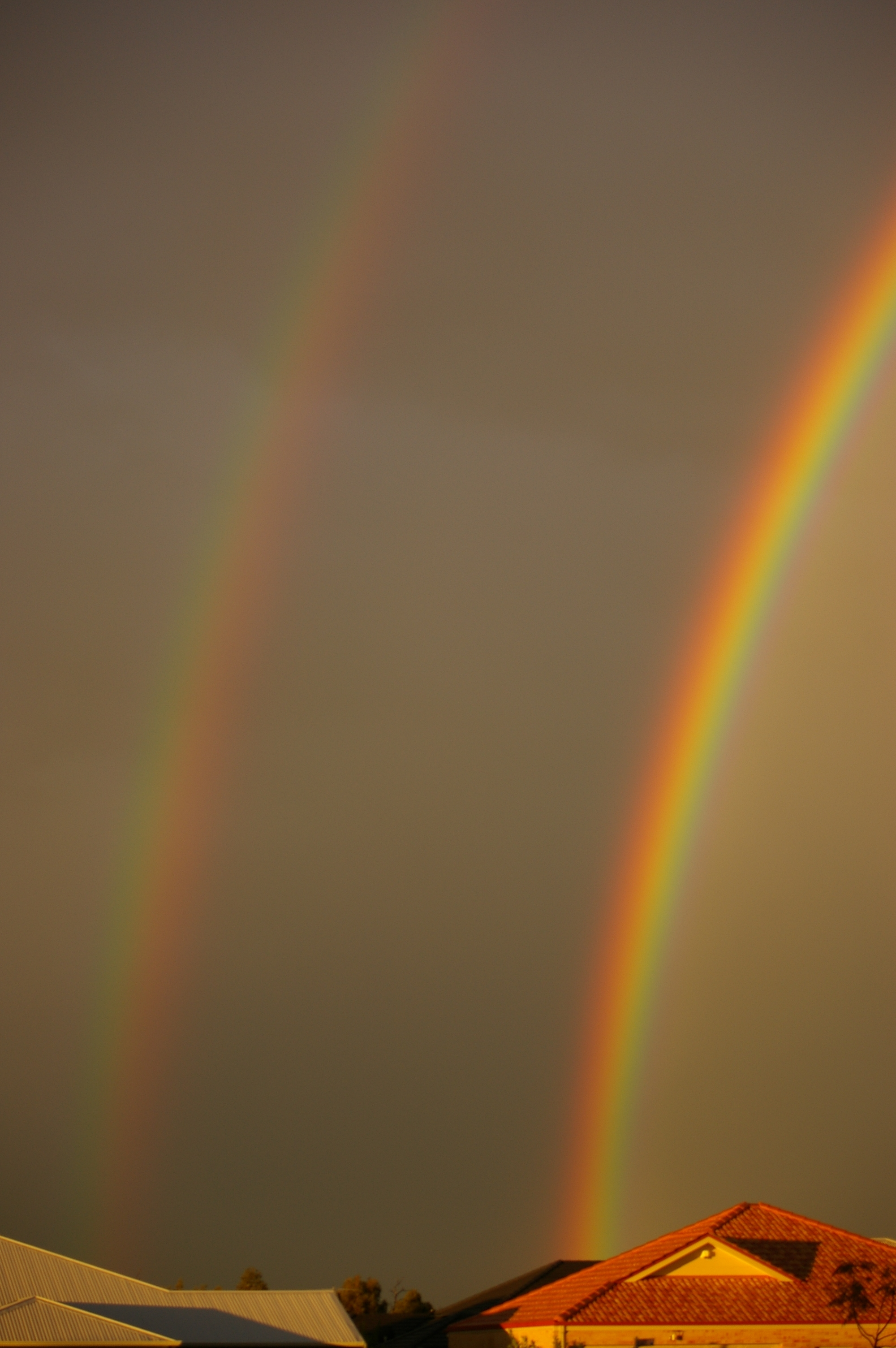
De donkere band van Alexander ligt tussen de primaire en secundaire regenbogen

De donkere band van Alexander is de donkere band tussen de hoofdregenboog (de primaire regenboog) en de nevenregenboog (de secundaire regenboog). Dit optisch verschijnsel is genoemd naar Alexander van Aphrodisias die het als eerste beschreef.
De hoek van minimumdeviatie voor lichtbreking voor de hoofdregenboog bedraagt 137,5°. Zonlicht kan door regendruppels gebroken worden tot 180°, waardoor het terugkaatst in de richting van de waarnemer. Zonlicht dat door regendruppels bij tussenliggende hoeken gebroken wordt, maakt de hemel binnen de regenboog helderder.
De hoek van minimum deviatie voor de zwakkere, buitenste nevenregenboog bedraagt 230°. Doordat dit groter is dan 180°, is de nevenregenboog omgekeerd aan de hoofdregenboog: de kleuren liggen omgekeerd. De hoofdregenboog en de nevenregenboog keren de rode kanten naar elkaar toe. Zonlicht dat door regendruppels gebroken wordt met een hoek groter dan de minimum deviatiehoek, maakt de hemel buiten de nevenregenboog helderder.
Tussen beide regenbogen ligt dus een onverlichte band van de hemel. Zonlicht dat gebroken wordt door regendruppels die zich daar bevinden, kan het oog van de waarnemer niet bereiken. Daarom ziet de band er donker uit.
|  |  |

## Vijfde regenboog
Dankzij digitale fotografie en toegepaste beeldverwerkingstechnieken is het mogelijk om in de donkere band van Alexander de vijfde regenboog op te sporen. De vijfde regenboog is een regenboog van de hogere orden, waarbij meervoudige interne reflecties van zonlicht in bolvormige waterdruppels (of regendruppels) verantwoordelijk zijn. De primaire of eerste regenboog komt tevoorschijn na slechts een enkele interne reflectie. De vijfde regenboog na vijf interne reflecties. In de donkere band van Alexander zijn de gele, groene en blauwe kleuren van de vijfde regenboog te vinden, maar eisen digitale beeldverwerking na het fotograferen ervan. Het rood van de vijfde regenboog valt samen met het rood van de tweede of nevenregenboog. De zesde regenboog kan nooit gefotografeerd worden omdat hij in het heldere kleurloze gedeelte binnen het gebied van de eerste of hoofdregenboog valt. De regenbogen van de hogere orden zijn niet zichtbaar voor het menselijk oog, ook al bestaan er ooggetuigenverslagen van waarnemers die menen de derde en vierde regenbogen gezien te hebben, op ongeveer 45 graden vanaf de zon.